# チッラ・ナシーニー

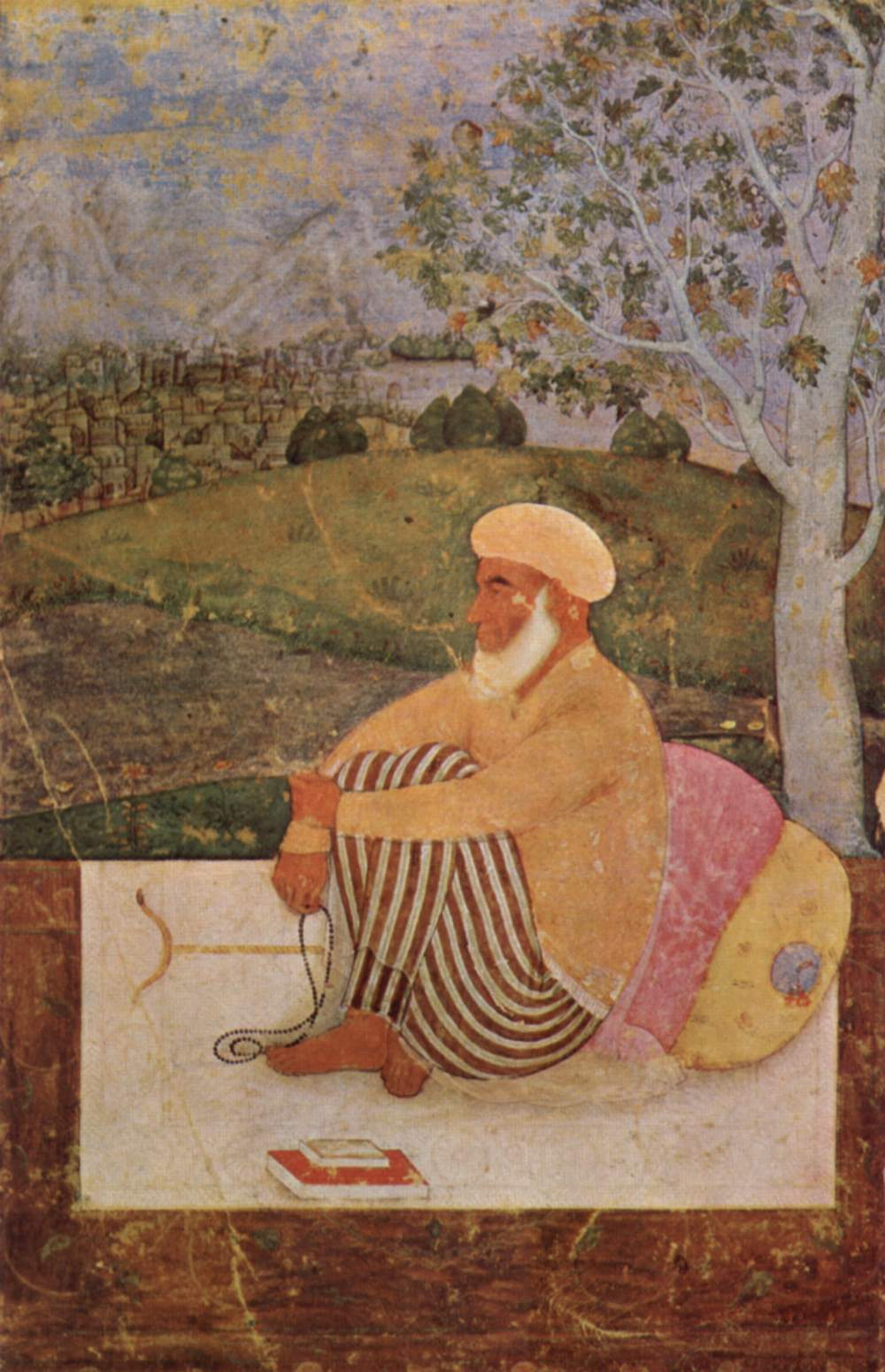
瞑想するスーフィー

イスラーム神秘思想において、チッラ・ナシーニー（ペルシア語: چلّه‌نشینی）とは、ダルヴィーシュの特別な瞑想法である。単にチッラともいう。その実践者は、40昼夜の間、外界との接触を断ち、断食を続けながら、黙想の苦行 (fa:ریاضت) を行う。

## スーフィズムにおいて
チッラはペルシア語で40を意味するチェヘルの派生語である。ナシーニーは「座ること」を意味する。インドとペルシア及びその周辺地域で伝統的に取り入れられてきた行であり、40日間、地面に描いた小さな円の中に座って、断食と黙想を行う。また、なるべく眠らない。円の外へも出ないようにする。
人が一人か二人やっと入れるような狭い一室で行う場合、その空間は「チッラ・ハーナ」と呼ばれる。また、この行の目的とするところは、自己の穢れを祓い、ジンと戦い、シャイターンを退けることである。スーフィー行者たちは、通常、一年に一度、この座って行う40日間の苦行を実践する。この行に最も適した期間は、ズー・ル＝カアダの30日間及びズー・ル＝ヒッジャの最初の10日間からなる40日であると言われる。
スーフィーによるチッラ・ナシーニーの実践例のなかで、とりわけ有名なものとしては、シーラーズのハーフィズが神との合一の境地（ファナー）を求めて実践したエピソードが挙げられる。
また、この40日間は、一般的にはチェヘロム又はアルバアイーンを模した日数と解されている。しかしながら、チッラ・ナシーニーの歴史はかなり古い時代にまでさかのぼることができ、イスラーム化以前のヴェーダーンタ学派から続く伝統であるとする説もある。

## 北インド古典音楽において
ヒンドゥースターニー音楽の分野においては、高度なテクニックを持つ音楽家たちがチッラ・ナシーニーに類似する修練を行うことがある。彼らはチッラ・ハーナに40日間こもり、それぞれの楽器を厳しく練習する。その間、食事はわずかしか摂らず、その食事も肉類や穀類を抜いた特別なものである。外界との接触はなるべく避ける。また、なるべく眠らないように努め、必要であれば自らの髪の毛を天井に吊るした輪に括り付けることすらする。この修練は普通の練習では得られないような極めて高度なテクニックを習得するために実践される。なお、修練方法の細かな部分は、ガラーナーごとに異なる。